# Henryk I (biskup lubuski)
Henryk I (zm. 1244 r.) – biskup lubuski od 1233 r. Dążył do określenia granic swojego biskupstwa.